# Juego de miedo
El juego de miedo (fear play o terror play en inglés) es cualquier actividad sexual que involucre el uso del miedo para crear excitación sexual en la persona. A diferencia de las tendencias masoquistas, el juego del miedo no ofrece al sujeto placer o excitación a través de una descarga de endorfinas, sino un estado mental aterrorizado que desencadena una liberación de adrenalina. Algunos han comparado su papel con el de las películas de terror, al proporcionar una salida inofensiva en la que sentir miedo.

## Definición

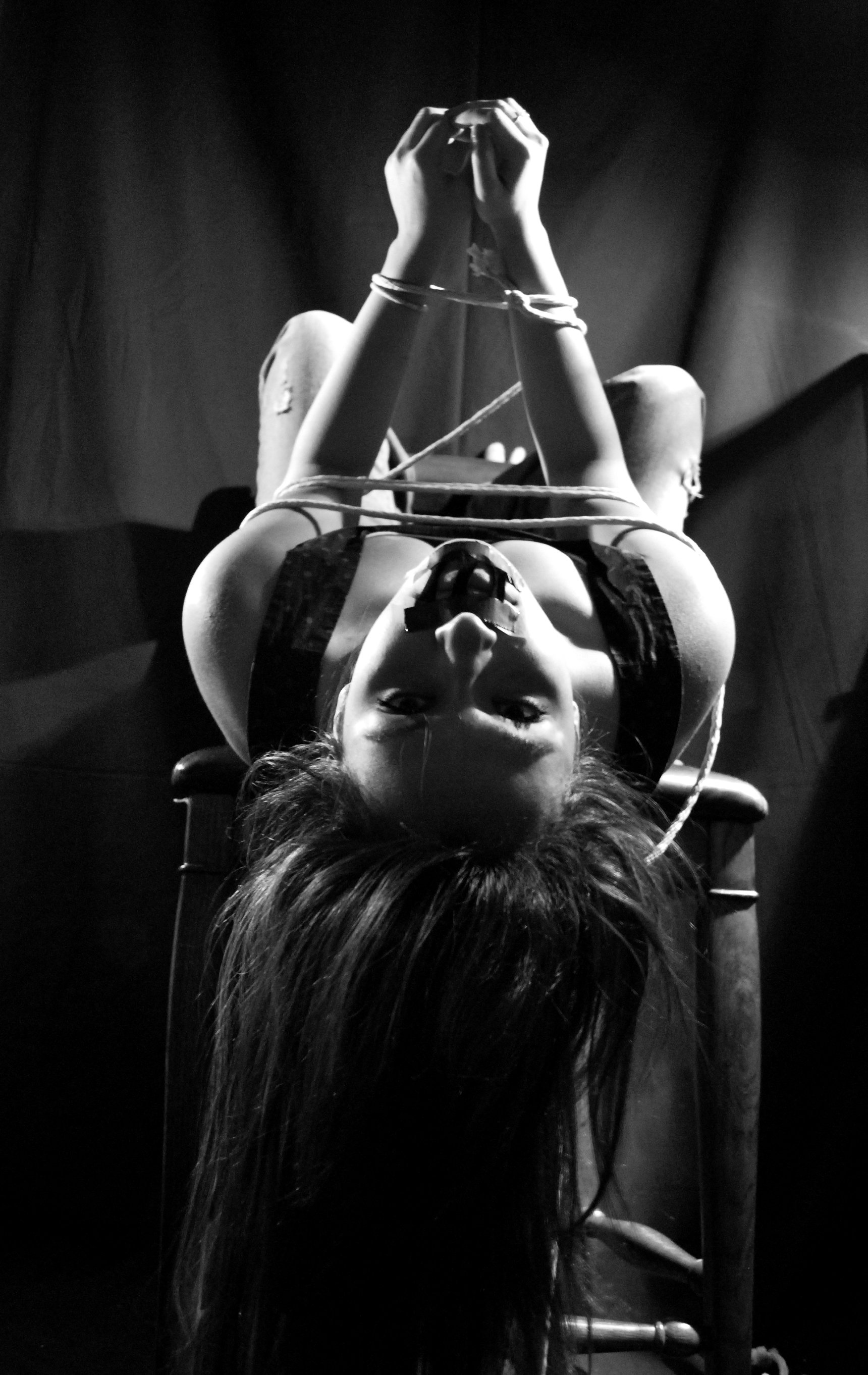
Una mujer está atada a muebles de bondage.

El juego del miedo generalmente se considera un juego extremo, una categoría de actividades relacionadas con BDSM con alto riesgo físico o psicológico. Si bien los límites generalmente se establecen en el juego sexual, pueden ser empujados o ignorados en algunas escenas de juego extremo para aumentar la excitación sexual a medida que el sujeto se excita con la sensación de impotencia. Los juegos de asfixia y castración son comunes dentro de las subsecciones de juegos de borde de BDSM.

## Ejemplos
Algunos tipos de juegos de miedo pueden aprovechar las dudas de una persona, como el abandono o la humillación. Otros tienen una base más física. El juego médico, el juego con cuchillos o los secuestros pueden incluir un aspecto psicológico del miedo, pero puede ser la actividad física la que provoque la emoción.